# Țipătul
Țipătul este un film românesc din 2002 regizat de Sebastian Cosor.

## Distribuție
Distribuția filmului este alcătuită din:
- Leslie Warren — voce